# Hippeastrum starkiorum
Hippeastrum starkiorum là một loài thực vật có hoa trong họ Amaryllidaceae. Loài này được (I.S.Nelson & Traub) Van Scheepen mô tả khoa học đầu tiên năm 1997.